# Бендорф (Саксонія-Ангальт)
Бендорф (нім. Beendorf) — громада в Німеччині, розташована в землі Саксонія-Ангальт. Входить до складу району Берде. Складова частина об'єднання громад Флехтінген.
Площа — 6,8 км2. Населення становить 834 ос. (станом на 31 грудня 2021).

## Галерея

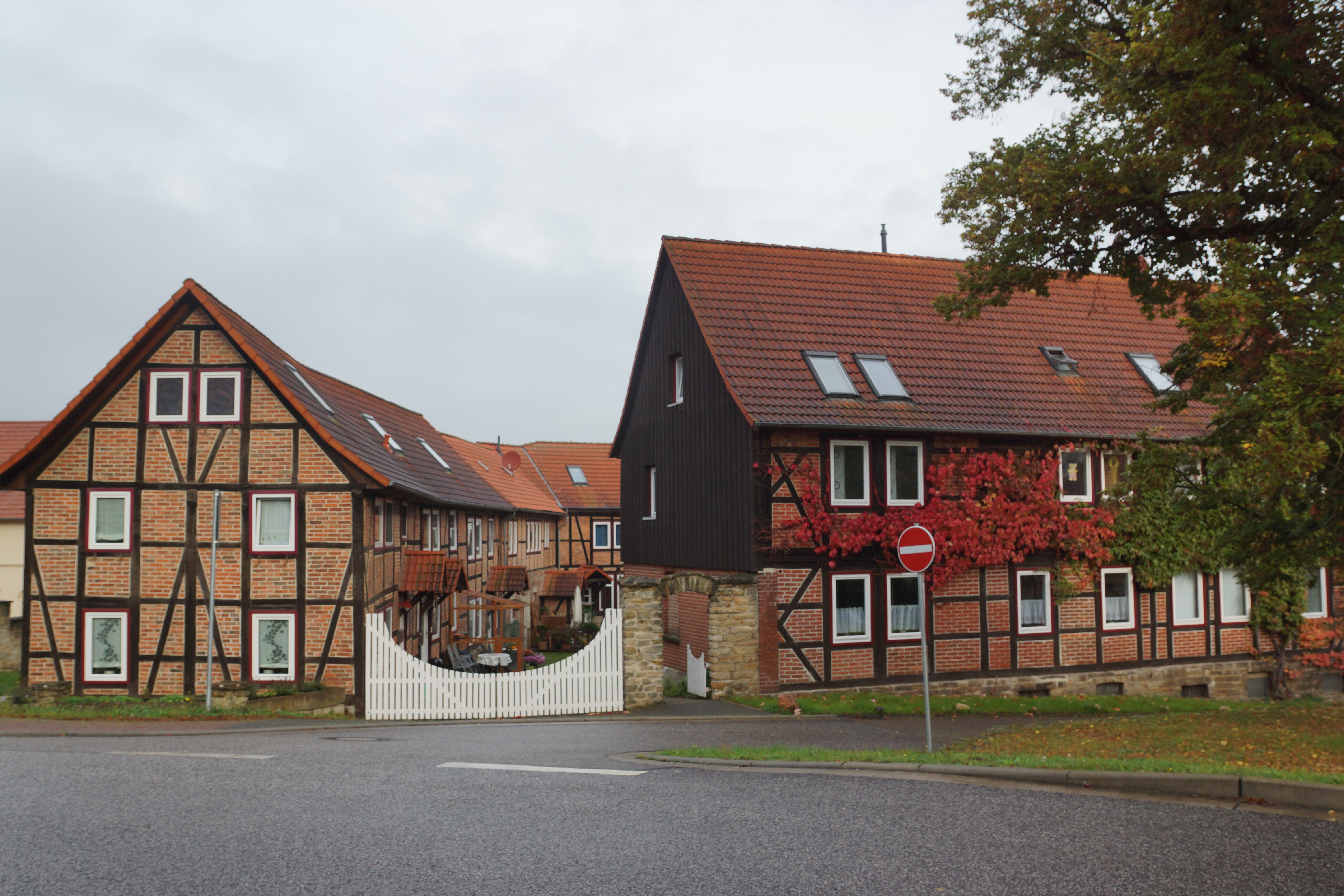
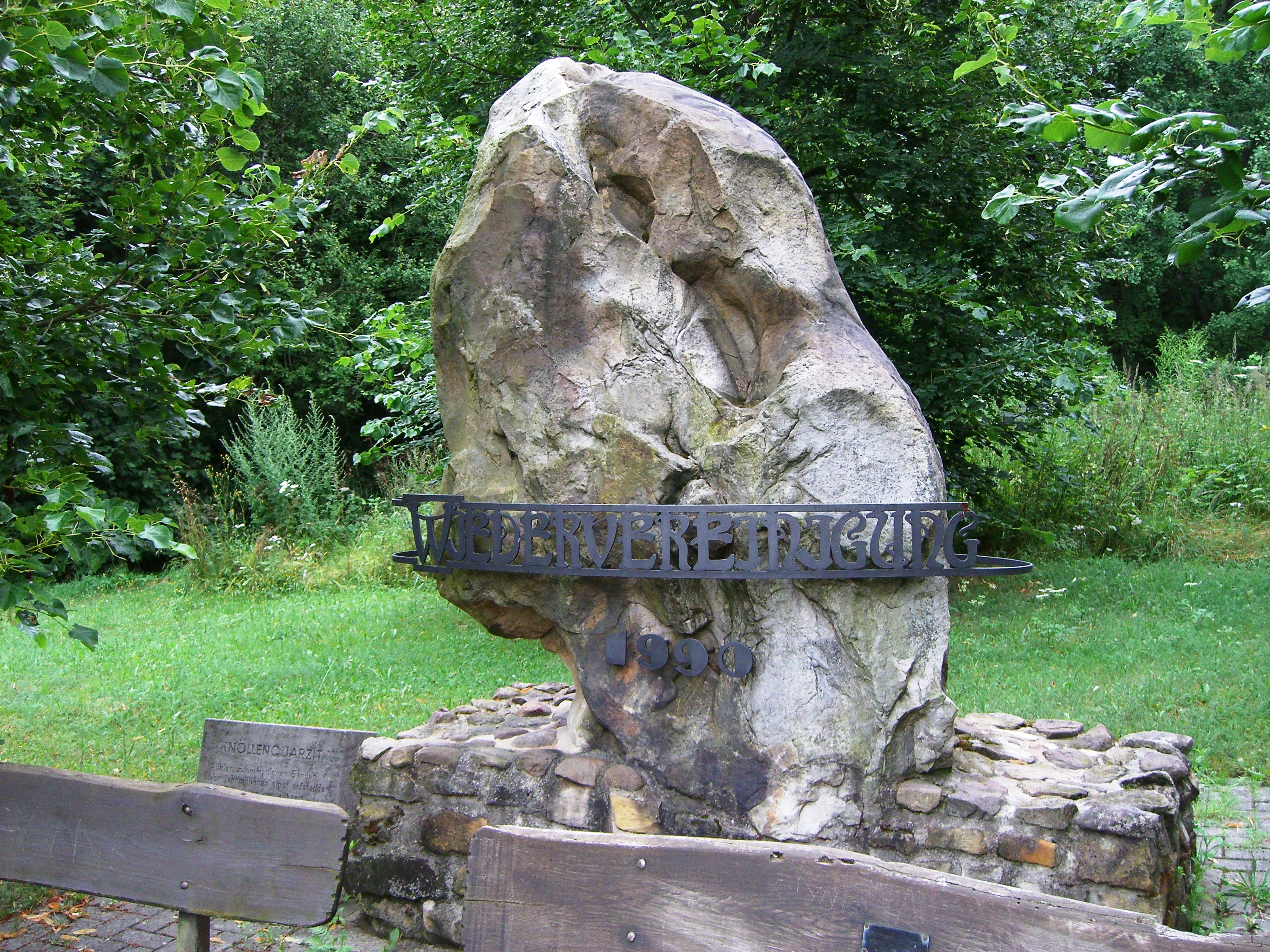
Gedenkstein am Ortseingang von Beendorf